# Вечірка (фільм, 2017)
«Вечірка» (англ. The Party) — англійська комедійна кінодрама режисерки і сценаристки Саллі Поттер, що вийшла 2017 року. У головних ролях Емілі Мортімер, Кілліан Мерфі, Крістін Скотт Томас. Вперше фільм мають показали 13 лютого 2017 року на 67-му щорічному Берлінському міжнародному кінофестивалі.

## У ролях
| Актор               | Персонаж | Роль |
| ------------------- | -------- | ---- |
| Емілі Мортімер      |          |      |
| Кілліан Мерфі       |          |      |
| Крістін Скотт Томас |          |      |
| Черрі Джонс         |          |      |
| Патрісія Кларксон   |          |      |
| Тімоті Сполл        |          |      |

## Створення фільму

### Знімальна група
- Кінорежисер — Саллі Поттер
- Сценарист — Саллі Поттер
- Кінопродюсери — Курбан Касам і Крістофер Шеппард
- Співпродюсери — Гайді Левітт і Майкл Манці
- Лінійний продюсер — Еліс Доусон
- Виконавчі продюсери — Джон Джіва-Емі, Роберт Галмі молодший, Джим Рів
- Кінооператор — Олексій Родіонов
- Кіномонтаж — Еміль Орсіні і Андерс Рефн
- Підбір акторів — Ірен Лемб і Гайді Левітт
- Художник-постановник — Карлос Конті
- Артдиректори — Ребекка Еллвей
- Художник по костюмах — Джейн Петрі[3].

## Нагороди та номінації
| Список нагород та номінацій           | Список нагород та номінацій | Список нагород та номінацій | Список нагород та номінацій | Список нагород та номінацій | Список нагород та номінацій |
| Кінопремія                            | Дата церемонії              | Категорія                   | Номінант(и)                 | Результат                   | Дж                          |
| ------------------------------------- | --------------------------- | --------------------------- | --------------------------- | --------------------------- | --------------------------- |
| Берлінський міжнародний кінофестиваль | 18 лютого 2017              | Золотий ведмідь             | Вечірка                     | Номінація                   | [ 4 ]                       |

### Виноски
1. ↑  http://nmhh.hu/dokumentum/198182/terjesztett_filmalkotasok_art_filmek_nyilvantartasa.xlsx
2. 1 2  The Party: Release Info (англ.). Internet Movie Database. Процитовано 10 лютого 2017.
3. ↑  The Party: Full Cast & Crew (англ.). Internet Movie Database. Процитовано 10 лютого 2017.
4. ↑  World Premiere of Django to Open the Berlinale 2017. Berlinale. Архів оригіналу за 4 січня 2017. Процитовано 10 лютого 2017.